# Ponthieva sylvicola
Ponthieva sylvicola är en orkidéart som beskrevs av Heinrich Gustav Reichenbach. Ponthieva sylvicola ingår i släktet Ponthieva och familjen orkidéer. Inga underarter finns listade i Catalogue of Life.